# Willem Sassen
Willem Sassen, född 16 april 1918 i Geertruidenberg, död 2002 i Chile, var en tysk-nederländsk nazist och SS-Untersturmführer. Han har blivit känd för att han 1957 i Argentina intervjuade Adolf Eichmann om dennes delaktighet i Förintelsen. Omkring 70 timmar spelades in på band, varav cirka 15 timmar finns kvar. 
Vid rättegången mot Eichmann i Jerusalem 1961 var inspelningarna kända, men de användes inte som bevis.